# 龙江卫星
龙江卫星是由哈尔滨工业大学参与研制的一系列卫星。

## 龙江一号
龙江一号卫星和龙江二号卫星是两颗月球轨道编队超长波天文观测微卫星，由哈尔滨工业大学研制。两颗卫星同探月工程鹊桥号中继卫星一起，在2018年5月21日5时28分由长征四号丙运载火箭成功发射升空。之后，龙江一号在地月转移轨道飞行过程中出现控制异常，未能最终进入月球轨道。

## 龙江二号
龙江二号是世界首颗独立完成地月转移、近月制动、环月飞行的微卫星。它搭载了由中国科学院国家空间科学中心研制的超长波探测仪，以及沙特阿拉伯阿卜杜勒阿齐兹国王科技城研制的月球小型光学成像探测仪。

## 龙江三号
龙江三号于2023年6月9日由快舟一号甲运载火箭在酒泉卫星发射中心发射升空，是中国大陆首颗平板式新体制通信试验卫星。龙江三号试验卫星由哈尔滨工业大学和哈尔滨工大卫星技术有限公司联合研制，主要用于验证星地高速通信、平板式卫星平台等关键技术。